# Pasulienes mezs
Pasulienes mezs este o arie protejată (arie specială de conservare — SAC, sit de importanță comunitară — SCI, arie de protecție specială avifaunistică — SPA) din Letonia întinsă pe o suprafață de 105,78 ha, integral pe uscat.

## Localizare
Centrul sitului Pasulienes mezs este situat la coordonatele 55°56′13″N 26°13′54″E / 55.9369°N 26.2317°E.

## Înființare
Situl Pasulienes mezs a fost declarat arie de protecție specială avifaunistică în decembrie 2003 pentru a proteja 5 specii de animale. Alte tipuri de protecție:
- sit de importanță comunitară (în mai 2004)
- arie specială de conservare (în mai 2004)[1][3][4]

## Biodiversitate
Situată în ecoregiunea boreală, aria protejată conține 4 habitate naturale: Taiga vestică, Păduri caducifoliate bătrâne naturale hemiboreale fino-scandinave (Quercus, Tilia, Acer, Fraxinus sau Ulmus) bogate în specii epifite, Păduri caducifoliate de mlaștină fino-scandinave, Păduri aluvionare cu Alnus glutinosa și Fraxinus excelsior (Alno-Padion, Alnion incanae, Salicion albae).
La baza desemnării sitului se află mai multe specii protejate de  păsări (5): cocoșul de mesteacăn (Bonasa bonasia), ciocănitoare cu spate alb (Dendrocopos leucotos), ciocănitoare neagră (Dryocopus martius), ciocârlie de pădure (Lullula arborea), ciocănitoare de munte (Picoides tridactylus)
Pe lângă speciile protejate, pe teritoriul sitului au mai fost identificate 13 specii de plante, 1 specie de nevertebrate.